# Свети Георги (Палюрия)
Вижте пояснителната страница за други значения на Свети Георги.
„Свети Георги“ (на гръцки: Αγίου Γεωργίου) е възрожденска православна църква в гревенското село Палюрия (Земнач), Егейска Македония, Гърция, част от Гревенската епархия на Вселенската патриаршия.
Храмът е разположен в Горната махала (Ζμηάτζι Απανοχώρι). Според запазения надпис църквата е издигната в 1754 година. Надписът гласи:
| „ | ICΤΟΡΗΘΗ Ο ΘΕΙΟC ΚΑΙ ΠΑΝCEΠΤΟC ΚΑΙ ΠΕΡΙΚΑΛΗC ΝΑΟC ΟΥΤΟC ΤΟΥ ΑΓΙΟΥ ΕΝΔΟΞΟΥ ΜΕΓΑΛΟΜΑΡΤΥΡΟC ΓΕΩΡΓΙΟΥ ΤΟΥ ΤΡΟΠΑΙΟΦΟΡΟΥ ΔΙΑ CΥΝΔΡΟΜΗC ΚΑΙ ΕΞΟΔΟΥ ΤΩΝ ΕΥΛΑΒΕ CΤΑΤΩΝ ΙΕΡΕΩΝ ΚΑΙ ΤΩΝ ΤΙΜΙΩΤΑΤΩΝ ΑΡΧΟΝΤΩΝ ΚΑΙ ΤΟΥ ΛΑΟΥ ΤΗ CΥΝΔΡΟΜΗ ΕΠΙ ΕΤΟΥC ΖΣΞΒ΄ ΧΕΙΡΙ ΑΛΕ ΞΙΟΥ ΤΟΥ ΙCΤΟΡΙΟΓΡΑΦΟΥ | “ |

Датата в надписа е ΖΞΒ (7062-5508=1554), но стилът на стенописите е типичен за XVIII, а не за XVI век и очевидно става дума за грешка. Още повече, че по същото време е изписан и храмът „Успение Богородично“ в Палюрия.
Изключително ценните стенописи са дело на зографа Алексиос, който демонстрира високо изкуство. Стенописите по фасадата са в лошо състояние, но тези в апсидата са консервирани в 1970 година – Богородица Ширшая небес, Свети Григорий, Свети Василий, Свети Йоан Златоуст, Свети Атанасий.